# 比奇伍德 (密歇根州)
比奇伍德（英語：Beechwood）是位於美國密歇根州渥太華縣荷蘭特設鎮區及帕克鎮區的一個普查規定居民點。

## 人口
根據2020年美國人口普查的數據，比奇伍德的面積為6.01平方千米，當中陸地面積為4.69平方千米，而水域面積為1.32平方千米。當地共有人口3121人，而人口密度為每平方千米519.3人。